# Rue Saint-Louis-en-l'Île
Rue Saint-Louis-en-l'Île är en gata på Île Saint-Louis i Quartier Notre-Dame i Paris 4:e arrondissement. Rue Saint-Louis-en-l'Île börjar vid Boulevard Henri-IV / Quai d'Anjou och slutar vid Rue Jean-du-Bellay. Gatan är uppkallad efter kyrkan Saint-Louis-en-l'Île, vilken är helgad åt den helige Ludvig IX.

## Kommunikationer
- Tunnelbana – linje  – Pont Marie
- Tunnelbana – linje  – Sully – Morland

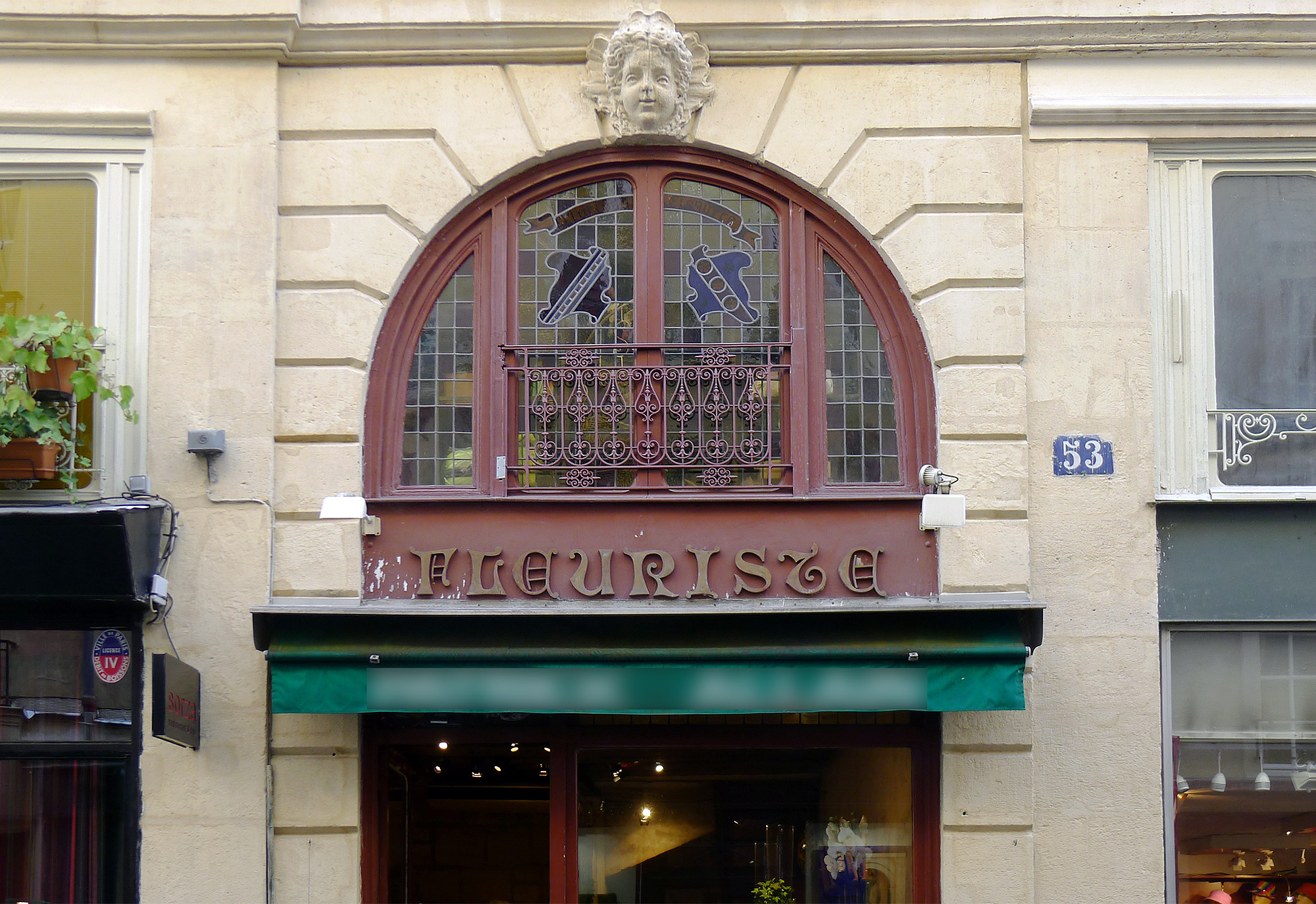
Nummer 53.
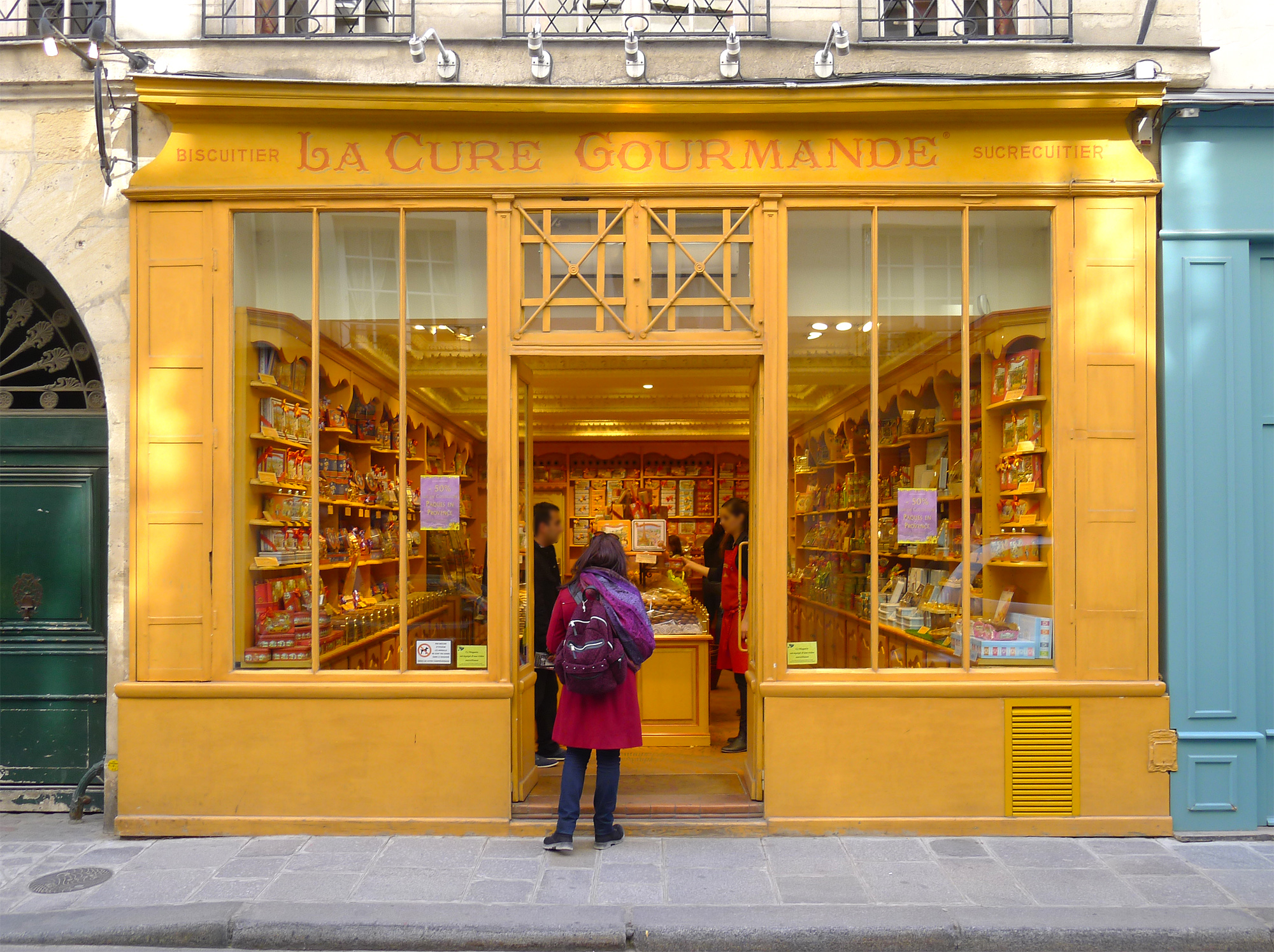
Nummer 55.

### Webbkällor
- ”Rue Saint-Louis en l'Île”. Mairie de Paris. http://www.v2asp.paris.fr/commun/v2asp/v2/nomenclature_voies/Voieactu/8901.nom.htm. Läst 14 december 2017.